# زينب أحمد
زينب أحمد سياسية نيجيرية. بعد الانتخابات العامة النيجيرية عام 2015، عيّنها الرئيس محمد بخاري وزيرة دولة للموازنة والتخطيط الوطني.

## النشأة والتعليم
ولدت زينب أحمد في ولاية كادونا. حصلت على أول شهاداتها العلمية في المحاسبة من جامعة أحمدو بيلو عام 1981، ثم استأنفت الدراسة في جامعة ولاية أوغون للحصول على شهادة الماجستير في إدارة الأعمال.

## العمل السياسي
نظراً لتكرار تأخّر إعداد وإقرار الميزانية الوطنية، أكّدت زينب أحمد أن ميزانية عام 2018 ستكون جاهزة بحلول تشرين الأول (أكتوبر) 2017.  عام 2017، كشفت زينب عن أن الحكومة تبحث عن المزيد من المستثمرين في قطاع الطاقة، لتحسين وضع خدمات الكهرباء المقدمة للنيجريين. أكدت زينب أحمد مع وزير الميزانية والتخطيط الوطني، السيناتور أودوما، على التزام الحكومة بخطة الانتعاش الاقتصادي والنمو الاقتصادي. في مداخلتها في القمة الاقتصادية النيجيرية، أكدت زينت أحمد على أن غياب قانون صناعة النفط يثني المستثمرين المحتملين عن تعزيز قطاع الاقتصاد النيجري.